# Комсомольская улица (Балашиха-3)
Комсомо́льская у́лица — улица в микрорайоне Балашиха-3 города Балашиха Московской области.

## Описание
Улица расположена в микрорайоне Балашиха-3, в западной части его жилой застройки с прямоугольной сеткой кварталов.
Отходит на север от улицы Белякова немного восточнее идущей в том же направлении улицы 40 лет Октября, которая является границей промзоны и жилой застройки. На всём протяжении улица постепенно поднимается в гору.
Следующее пересечение (перекрёсток нерегулируемый) Комсомольская улица имеет с улицей Чехова, по которой происходит движение общественного транспорта. Через квартал от Комсомольской улицы отходит на восток Заводской проезд, который связывает её с параллельными Октябрьской и Пушкинской улицами.
Далее улица пересекается Московским проездом (перекрёсток нерегулируемый), и после ряда жилых домов различной этажности заканчивается Т-образным перекрёстком с Северным проездом, за которым начинается Озёрный лесопарк.
Нумерация домов — от улицы Белякова.

## Здания и сооружения
Нечётная сторона
- № 1 — жилой дом (4 этаж.; кирпичный)
- № 5 — жилой дом (4 этаж.; кирпичный)
- № 9 — ТЦ «Балашиха», магазин «Пятёрочка» (ранее магазин сети универсамов «Патэрсон»[1]
- № 17 — детский сад № 10 «Ласточка»
- № 19 — жилой дом (14 этаж.; кирпичный)

Чётная сторона
№ 16 - двухэтажная халупа
№ 18 — жилой дом с одноэтажной торгово-офисной пристройкой 
- № 20 — жилой дом (12 этаж.; панельный)
- № 22 — жилой дом (12 этаж.; панельный)
- № 24 —
- № 26 —
- № 28 —